# دوري جنوب إفريقيا الممتاز لكرة القدم 2002-03
دوري جنوب أفريقيا الممتاز لكرة القدم 2002-03 (بالإنجليزية: 2002–03 Premier Soccer League)‏ هو الموسم 7 من دوري جنوب أفريقيا الممتاز لكرة القدم. كان عدد الأندية المشاركة فيه 18، وفاز فيه أورلاندو بيراتس.